# Skaštice
Skaštice település Csehországban, Kroměříži járásban. Skaštice Hulín, Chropyně, Břest és Kroměříž településekkel határos. Lakosainak száma 368 fő (2024. január 1.).

## Népesség
A település lakosságának változását az alábbi diagram mutatja:
| Lakosok száma | 490  | 702  | 663  | 452  | 356  | 377  | 393  | 385  | 357  | 368  |
|               | 1869 | 1900 | 1921 | 1961 | 1980 | 2011 | 2016 | 2019 | 2021 | 2024 |